# Rüdigershagen
Rüdigershagen is een dorp in de Duitse gemeente Niederorschel in Thüringen. De gemeente maakt deel uit van het Landkreis Eichsfeld. Het dorp wordt voor het eerst genoemd in 1273. De gemeente Rüdigershagen werd in 1996 bij Niederorschel gevoegd.
Deuna · Gerterode · Hausen · Kleinbartloff · Niederorschel · Oberorschel · Reifenstein · Rüdigershagen · Vollenborn